# Godofredo II de Anjou
Godofredo II de Anjou, llamado Martel ('Martillo') por su habilidad en combate (en francés: Geoffroy II d'Anjou; Angers, 14 de octubre de 1006-ibídem, 14 de noviembre de 1060), fue un noble francés del siglo XI, hijo y sucesor de Fulco III Nerra, conde de Vendôme de 1032 a 1056, conde de Anjou desde 1040 hasta 1060 y conde de Tours de 1044 hasta 1060.
Belicoso y traicionero, a lo largo de su vida luchó constantemente contra sus vecinos.

## Vida
Godofredo comenzó su carrera buscándose un lugar fuera de Anjou, pues su padre no quería compartir el poder. Su hermanastra Adela le cedió su mitad del condado de Vendôme —que controlaba por matrimonio con Bodón de Nevers— tras pelearse con su hijo, Fulco el Gansito. La otra mitad estaba bajo control de su padre, el conde de Anjou, y Godofredo se apresuró a tomarla por la fuerza de las armas.
Su primera esposa, Inés de Borgoña, viuda de Guillermo V de Aquitania, le apremió a intervenir en los asuntos aquitanos para conservar el poder de sus hijos, combatiendo contra sus hijastros, los duques Guillermo VI (1030-38) y Odón de Aquitania. Godofredo capturó a Guillermo VI en Moncontour (1033) y se hizo con el dominio de Saintonge. Guillermo no fue liberado hasta 1036, tras haber pagado un fuerte rescate, y murió sin hijos al cabo de dos años.
Cuando su sucesor, Odón, fue asesinado en 1039 mientras asediaba Mauzé, una fortaleza de Godofredo II de Thouars, un aliado de Godofredo de Anjou, un hijo de Inés —por tanto, hijastro suyo—, Guillermo VIII, se convirtió en el nuevo duque de Aquitania. Inés aprovechó la juventud del nuevo duque para tomar el control de sus dominios, sin tener en cuenta a su marido, ocupado con sus propios problemas.
La creciente rivalidad entre padre e hijastro provocó una guerra entre 1036 y 1039, saldada con la derrota de Godofredo. Sin embargo, su padre Fulco murió al año siguiente, 1040, y le sucedió en el condado de Anjou.
En 1043, su hijastra Inés de Poitou —hija de Inés de Borgoña y Guillermo V de Aquitania— se casó con Enrique III del Sacro Imperio Romano Germánico.
Entretanto, Godofredo estaba ocupado con sus interminables guerras. Aliado con el rey Enrique I de Francia, puso sitio a Tours en el invierno de 1042-1043. En la batalla de Nouy (21 de agosto de 1044) tomó prisionero al conde de Blois, Chartres y Tours, Teobaldo III (1039–89), que le cedió la Turena. El aumento de su poder despertó las suspicacias del rey de Francia, que se volvió contra él.
Después de la Turena, trató de apoderarse del condado de Maine, donde la regencia pro-angevina de Herberto Bacon sobre su sobrino el conde Hugo IV de Maine había sido suplantada por la de Gervasio de Belleme, obispo de Le Mans y aliado del conde de Blois. Sin embargo, Godofredo se encontró con la firme resistencia de los maineses, apoyados por el duque de Normandía, Guillermo el Conquistador. En 1047 el conde de Anjou capturó al obispo, que permanecería prisionero durante 7 años, lo cual motivó su excomunión por el papa en 1049. El conde Hugo murió en 1051 y Godofredo tomó la ciudad y el condado, mientras Herberto II de Maine se refugiaba en la corte normanda.
Entretanto, ante la falta de descendencia, se separó de Inés de Borgoña (1049) y anuló su matrimonio (1052), aduciendo un espurio parentesco.
En 1052 se reconcilió con el rey de Francia, aliándose contra su mutuo enemigo, el duque de Normandía. El conde Godofredo invadió Normandía, apoderándose de las ciudades de Domfront y Alençon gracias a la traición de sus guarniciones. Contraatacando, el duque Guillermo puso cerco a Domfront, que resistió sus esfuerzos por retomar durante el invierno de 1052. Fue en este momento cuando, abandonando el cerco, el tío del duque normando, Guillermo de Talou, se alzó en rebelión, negándose a rendir obediencia a su sobrino.
Tras tomar Domfront y Alençon, y expulsar a Godofredo de vuelta a Maine, Guillermo el Conquistador se fue al norte para poner fin a la rebelión de su tío, que fue exiliado en 1053 después de que el rey Enrique fracasara al intentar socorrerlo. Mientras, el conde de Anjou reorganizaba sus fuerzas.
A comienzos de febrero de 1054, el rey de Francia y el conde Godofredo invadieron conjuntamente Normandía y marcharon por el Sena hacia Ruan. El rey había dividido sus fuerzas, enviando a su hermano Odón, junto con los condes Reinaldo I de Clermont y Guido I de Ponthieu, al este de Normandía. Las fuerzas de estos últimos se separaron para saquear los campos, siendo atacados de improviso y derrotados en la batalla de Mortemer. Al enterarse de este revés, el rey Enrique decidió retirarse con precipitación, y el conde Godofredo no tuvo otra opción que acompañarle. Durante los años siguientes, el duque Guillermo tomó la ofensiva y la guerra se centró en el condado de Maine. 
En 1056, a petición del rey Enrique, devolvió el condado de Vendôme a su sobrino Fulco el Gansito.
En 1057 el rey Enrique convocó de nuevo al conde de Anjou para invadir Normandía, una vez más con un gran ejército. Este esfuerzo combinado puso al duque Guillermo a la defensiva. Se retiró ante los invasores, que se adentraron en Normandía. Al alcanzar la comarca de Bessin, el ejército franco-angevino cruzó el estuario del río Dives, aprovechando la marea baja. Sin embargo, después de que el rey y el conde de Anjou hubieran pasado, el resto de su ejército se quedó aislado en la otra orilla, al subir de improviso la marea. El duque Guillermo lanzó un ataque repentino y los derrotó. El rey Enrique y el conde se retiraron otra vez y nunca intentaron invadir de nuevo el ducado, pero Godofredo siguió ofreciendo resistencia en Maine contra los normandos.
Carente de herederos, en 1060 abdicó en su sobrino Godofredo de Gatinais y se hizo monje retirándose a San Nicolás de Angers, donde moriría ese mismo año.

## Matrimonios
De su primer matrimonio con Inés de Borgoña en 1032, no tuvo descendencia. Se casó a continuación con Gracia de Langeais, viuda de Berlay I de Montreuil, pero se separó de ella para lograr una unión más importante —y una dote más cuantiosa— con Adela de Blois. Sin embargo, y aduciendo motivos de parentesco, se divorció de ella para volver con Gracia. No tuvo descendencia.